# Amphibalanus thailandicus
Amphibalanus thailandicus is een zeepokkensoort uit de familie van de Balanidae. De wetenschappelijke naam van de soort is voor het eerst geldig gepubliceerd in 2001 door Puspasari, Yamaguchi & Angsupanich.